# 和歌山タウン情報アガサス
和歌山タウン情報アガサス（agasus）は、和歌山（紀北・泉南地域）の情報をメインとしたタウン情報誌である。

## 概要
誌名のアガサス（agasus）とは、和歌山弁で”自分”のことを「あが（我がの転訛）」と呼び、それを「指す」ことに掛けているという説もあったそうだが、アガサスの社員によると「会食」という意味を持つ「アガペー」と「関係、結び付き」を示す「ネクサス」をミックスして「みんなで楽しく会食する」という意味の造語。和歌山を食卓と見立てて「みんなで集まって賑やかに」という想いが込められているそうである。
1986年に創刊され、和歌山県を中心に配布されていたが、2010年にフリーペーパーとなり、2018年に休刊。
2019年に新たに『アガサス・ビィ』（agasus b）が創刊された。2020年より紙版の発行は終了し、webマガジンとして発行されている。

## アガサス・ビィ
2019年より編集事務所「M to W」（元アガサス編集長による事務所）が、『和歌山タウン情報アガサス・ビィ』を発行している。当初は隔月で、2020年より季刊になった。
旧アガサスのwebサイト『アガサス+』を引き継いでいたが、2020年に『もっと和歌山』にリニューアル。

## 月刊アガサス
月刊アガサスは、毎月25日に発行されていた月刊誌である。2008年当時の発行部数は28,500部、価格は300円。
2010年2月号（2010年1月25日発売号）をもって有料誌としてのアガサスは終了し、2010年3月号（2010年2月25日発刊）よりフリーマガジンとして新たに創刊された。紀北地域では和歌山リビング新聞社が発行するフリーマガジン 「Lism」と並ぶ有力フリーマガジンだったが、2018年に休刊。
タウン情報全国ネットワーク（TJネットワーク）に加盟していた。
和歌山ラーメンを纏めた別冊本や、和歌山・泉南の飲食店を纏めた『tasty』、ブライダル情報誌『PURE』なども発行していた。
発行元の（有）アガサスは2019年に破産した。

## 歴史
- 1986年 創刊。200円。
- 1987年 「ミスアガサスコンテスト」を実施
- 1989年 210円に値上げ
- 1990年 リニューアル。ロゴがカタカナの「アガサス」からアルファベットの「Agasus」に
- 1991年 250円に値上げ
- 1993年 AB判からB5判にサイズ変更
- 1997年 300円に値上げ
- 1998年 ロゴが全部小文字の「agasus」に
- 2001年 判型がAB判に
- 2008年 ウェディング特集。後にウエディングマガジン「PURE」を創刊。
- 2010年 3月号よりフリーマガジンに。判型がB5判になる。
- 2018年 1月号をもって休刊。
- 2019年1月 新たに『和歌山タウン情報アガサス・ビィ』を創刊。
- 2019年8月 （有）アガサスが破産。
- 2020年 『アガサス・ビィ夏号』（2020年3月発行）をもって、紙媒体のアガサスが終了。『アガサス・ビィ夏号』（2020年6月25日発行）よりWebマガジンとなった。

## 参照
1. ↑  （有）アガサス（和歌山）／破産手続き開始決定 倒産情報-JC-NET（ジェイシーネット）